# Hybroma paedisca
Hybroma paedisca är en fjärilsart som beskrevs av Walsingham 1914. Hybroma paedisca ingår i släktet Hybroma och familjen äkta malar. Inga underarter finns listade i Catalogue of Life.